# Justo Jacquet
Pour les articles homonymes, voir Jacquet.
Justo Pastor Jacquet Muñoz (né le 9 septembre 1961 à Asuncion au Paraguay) est un joueur de football international paraguayen, qui évoluait au poste de défenseur.

## Biographie

### Carrière en sélection
Avec l'équipe du Paraguay, il joue 38 matchs (pour 4 buts inscrits) entre 1983 et 1991. 
Il participe avec le Paraguay à quatre Copa América : en 1983, 1987, 1989 et enfin 1991. Il se classe troisième de la compétition en 1983 et quatrième en 1989.
Il joue également trois matchs comptant pour les tours préliminaires de la coupe du monde 1986.

## Palmarès
Cerro Porteño
- Championnat du Paraguay (3) :
  - Champion : 1987, 1990 et 1992.